# Куплиямский сельский округ
Куплиямский сельский округ — упразднённая административно-территориальная единица, существовавшая на территории Егорьевского района Московской области в 1994—2006 годах.

## История
Куплиямский сельсовет был образован в первые годы советской власти. По данным 1923 года он входил в состав Куплиямской волости Егорьевского уезда Московской губернии.
В 1925 году к Куплиямскому с/с был присоединён Старо-Спасский с/с, но 16 ноября 1926 года он выделен обратно.
В 1926 году Куплиямский с/с включал село Куплиям, деревню Старый Спасс, хутор Первинка и 3 сторожки.
В 1929 году Куплиямский с/с был отнесён к Дмитровскому району Орехово-Зуевского округа Московской области.
30 октября 1930 года Дмитровский район был переименован в Коробовский район.
10 июля 1933 года Куплиямский с/с был передан в Егорьевский район.
14 июня 1954 года к Куплиямскому с/с был присоединён Алфёровский сельсовет.
22 апреля 1960 года к Куплиямскому с/с был присоединён Летовский с/с.
1 февраля 1963 года Егорьевский район был упразднён и Куплиямский с/с вошёл в Егорьевский сельский район. 11 января 1965 года Куплиямский с/с был передан в восстановленный Егорьевский район.
3 февраля 1994 года Куплиямский с/с был преобразован в Куплиямский сельский округ.
28 октября 1998 года из Куплиямского с/о в черту рабочего посёлка Рязановский была передана сторожка Ялкино.
14 ноября 2002 года в Куплиямский с/о был передан посёлок Радовицы, ранее находившийся в административном подчинении рабочего посёлка Рязановский. Одновременно центр Куплиямского с/о был перенесён из деревни Алфёрово в р.п. Рязановский.
9 декабря 2002 года посёлок Радовицы был преобразован в село.
В ходе муниципальной реформы 2004—2005 годов Куплиямский сельский округ прекратил своё существование как муниципальная единица. При этом все его населённые пункты были переданы в городское поселение Рязановский.
29 ноября 2006 года Куплиямский сельский округ исключён из учётных данных административно-территориальных и территориальных единиц Московской области.